# Géologie des systèmes
La géologie des systèmes est l'étude de la géologie en tant que système, c'est-à-dire en tant qu'ensemble de parties en interaction qui fonctionnent comme un tout,,. L'approche systémique implique l'étude des liens ou des interfaces entre les objets composants et les processus à tous les niveaux de détail afin d'acquérir une compréhension plus complète de la Terre solide. Un objectif à long terme est de fournir un support informatique tout au long des cycles d'investigation, intégrant l'observation et l'expérimentation à la modélisation et à la théorie, l'une renforçant l'autre. La complexité globale suggère que la géologie des systèmes doit être basée sur la cyberinfrastructure émergente plus large et devrait viser à harmoniser les informations géologiques avec la science du système terrestre dans le contexte de la vision e-science d'un système de connaissances mondial complet (voir des Web de données et Web sémantique ) .

## Arrière-plan
La géologie des systèmes peut être considérée comme faisant partie intégrante de la science des systèmes terrestres, englobant tous les composants du système terrestre - air, vie, roche et eau - pour acquérir une compréhension nouvelle et plus complète du monde tel que nous le connaissons. Une grande partie du contexte a été exposée dans Solid-Earth Science and Society en 1993. Depuis lors, des progrès considérables ont résulté d'importants investissements dans la géoinformatique par la fondation nationale pour la Science (NFS)  et la Commission européenne, dont une grande partie a été mise en œuvre sur leurs réseaux informatiques de haut niveau. Les concepts de systèmes terrestres sont reflétés dans l'enseignement de la géologie. Néanmoins, la géologie a des aspects uniques qui justifient de considérer la géologie des systèmes comme un sous-système distinct. Il s'agit notamment de la disponibilité d'une cartographie géologique et d'une classification stratigraphique détaillées à l'échelle mondiale, et de la compréhension croissante de l'histoire de la Terre en termes de configurations passées d'objets et de processus géologiques.

## Initiatives connexes
Le projet de système d'information géoscientifique de l'Université Cornell a débuté en 1995. La Building the Digital Earth vise à développer un système d'information géoscientifique complet, qu'ils considèrent comme l'une des étapes les plus importantes que les géoscientifiques pourraient entreprendre en réponse aux nouvelles avancées technologiques. Leur ambition est de placer toutes les informations et connaissances, ainsi que les outils d'accès, de modélisation et de visualisation, sous le bout des doigts d'un utilisateur. Cet objectif trouve un écho dans Keller et Baru en 2011 où la Terre est considérée comme un système unique à la pages 3, 12, 15, 37, et des progrès sont enregistrés pour aller vers la vision géoinformatique énoncée en 2007: faciliter un avenir dans lequel quelqu'un peut s'asseoir devant un terminal et avoir facilement accès à de vastes magasins de données de presque toutes sortes, avec la possibilité facile de visualiser, d'analyser et de modéliser ces données (page 15). Parce que le traitement des systèmes terrestres et de la géologie a des répercussions dans d'autres domaines, il est nécessaire qu'ils partagent une cyberinfrastructure plus large (page 3, chapitres 3, 4).

## Contexte plus large
L'approche systémique se développe activement dans de nombreux autres domaines, tels que la biologie et la médecine ( EuroPhysiome ) ouvrant la perspective de concepts, de structures et d'implémentations largement partagés. Les applications de cyberinfrastructure géospatiale, qui semblent particulièrement pertinentes pour communiquer les informations des géologues aux utilisateurs finaux, sont discutées par Yang et al., 2010.

## conclusion
L'approche systémique peut être particulièrement pertinente pour les études géologiques, qui sont généralement des institutions étatiques, nationales ou fédérales qui maintiennent et font progresser les connaissances en géosciences. Traditionnellement, ils se sont concentrés sur la production systématique de cartes géologiques, de rapports et d'archives de documents et de spécimens. À long terme, la géoinformatique pourrait soutenir l'intégration au niveau des systèmes des activités d'études géologiques dans le monde entier, toutes contribuant à, utilisant, testant et étendant un modèle partagé basé sur le cloud. Le site Web du British Geological Survey suggère provisoirement quelques développements possibles dans la géologie des systèmes et les conséquences pour la future cartographie géologique. Il met à disposition A Scenario for Systems Geology  qui rassemble des éléments pertinents provenant de nombreuses sources pour suggérer comment une approche globale de la géologie des systèmes pourrait évoluer. Le scénario n'est pas une déclaration d'intention ou une proposition de mise en œuvre, mais un compte rendu de certaines possibilités qui peuvent être envisagées, discutées, critiquées et améliorées. Les idées de géologie des systèmes contribueront au futur cadre d'étude de la géologie dans son contexte plus large, mais l'exploration de son plein potentiel en est encore à ses débuts.